# Juan Bastida
Juan Bastida Arce (Beniaján, Murcia; 14 de octubre de 1953-Lorca, Murcia; 15 de septiembre de 2018) fue un artista español: actor de teatro, cantante, locutor de radio y showman.
Ganador de varios premios de interpretación, entre ellos el del certamen teatral de la región murciana Romea 1985 [cita requerida].
Nació y se crio en plena huerta murciana, cuando esta era la Huerta de Europa. Nació siendo actor y se perfeccionó con los maestros que la vida le regaló, piensa que «el ser humano puede nacer actor igual que puede llegar a serlo con la enseñanza».
Estudió en el Real Conservatorio Superior de Murcia seis años de piano, acompañamiento, conjunto coral, canto, historia del arte y la cultura, etc., así como la carrera de Arte Dramático en la escuela de Arte Dramático de Murcia.

## Biografía
Juan Bastida nació en la localidad de Beniaján (Murcia). Sus padres, José Ángel, militar de profesión pero anteriormente artista y cantante lírico, y su madre, Dolores, siempre apoyaron su carrera como artista, aunque le advertían de la cuerda floja en la que viviría eternamente. Sus dotes artísticas como cantante son heredadas directamente de su padre, fan incondicional suyo. Fue el menor de tres hermanos, siendo su hermana Lola la que prácticamente le crio.
En sus comienzos fue actor del grupo de teatro Molinillo, dirigido por Jacobo Fernández Aguilar.
Y posteriormente trabaja en el grupo de teatro El Matadero, dirigido por José Antonio Aliaga, y es actor de reparto en la compañía de teatro independiente Julián Romea bajo la dirección del catedrático de teatro de la universidad de Murcia, César Oliva. En 1982 realiza con esta compañía una gira internacional por Estados Unidos y México.
Fue actor fundador de la compañía Tespis en 1984, dirigida por Lorenzo Píriz-Carbonell.
Con Antonio Saura trabaja como protagonista de la obra Baal de Bertolt Brecht en 1991, año en que fallece su padre. El mismo día de su entierro estrena la obra Cristóbal Colón bajo la dirección de Lorenzo Píriz-Carbonell.
En 1996 realiza una gira internacional por Nuevo México en Estados Unidos, comenzando en el festival de teatro Siglo de Oro de la ciudad de El Paso, Texas, donde la compañía Julián Romea obtiene cuatro premios en dicho festival.
Con Doble K teatro inicia su actividad en 2001, ejerciendo como presentador, cantante y actor.
En años sucesivos trabajó en el Teatro de Papel de Cartagena dirigido por Manuel Navarro y en la compañía Cecilio Pineda dirigida por Julio Navarro. Desde el año 1989 hasta el día de hoy representa anualmente en el Teatro Romea de la ciudad de Murcia la obra Don Juan Tenorio de José Zorrilla.
Durante todo este tiempo compaginó las obras de teatro con el género de revista musical, donde actuaba como presentador y cantante.
Entre 2007 y 2013 cosechó gran éxito como director y presentador del popular programa de radio La Gramola de Onda Regional de Murcia.
Participó en 2010 en la opera Carmen de Bizet como Lillas Pastias, gracias a Curro Carreres, en el auditorio Victor Villegas de Murcia.
En 2010 ha sido elegido para leer la Pitocrónica que da comienzo a las Fiestas de Primavera de Murcia.
Ha sido elegido como pregonero de los Carnavales del Cabezo de Torres 2013, pregón basado en textos de Raúl Hernández para la Pitocrónica, vestido para la ocasión con diseño de vestuario del modisto y diseñador murciano Paco Beltrán.
También en 2013, ha sido el pregonero del Certamen Internacional de Tunas Costa Cálida.
Desde el año 2015, colabora los lunes, miércoles y viernes en el programa radiofónico "Que empiece ya... que el público se va" en Onda 3 Radio de Puerto Lumbreras.
A finales de 2016, Juan conoce al escritor murciano Víctor Manuel Mirete, en una presentación del libro de otro autor y en la que este participaba como tertuliano. A raíz de ese encuentro y una posterior conversación, Juan le pidió a Víctor que llevase a cabo la redacción de su Biografía. Esa misma semana, ambos empezaron a trabajar juntos en un proyecto intimista, morboso, meticuloso, ácido, histórico e ilusionante que traerá consigo la publicación de cómo ambos han decidido titularla: “AQUÍ y AHORA, la novela de la vida de Juan Bastida Arce”. Y la cual verá la luz en octubre de 2017 en los escenarios del Teatro Romea.

## Influencias
Se consideraba a sí mismo como un "viudo" de la exigue Maria Callas, fanático de Herbert von Karajan y Alfredo Kraus. En el cine Bette Davis, Anthony Hopkins, Marilyn Monroe y Jack Lemmon fueron sus grandes referencias, así como su mito español: José María Rodero. Consideraba al clan Flores como lo más auténtico del territorio español pero su diva en la copla era Rocío Jurado. Recitaba los sempiternos versos de Federico García Lorca, Miguel Hernández y los de su propio "hermano" Raúl Hernández por el que sentía un profundo y metafísico cariño.

## Trabajos

### Teatro
- Una noche de primavera sin sueño (1975), de Enrique Jardiel Poncela.
- El círculo de tiza de Cartagena (1976), de José María Rodríguez Mendez.
- El rufian castrucho (1978), de Lope de Vega.
- Los cuernos de Don Friolera (1979), de Ramón María del Valle-Inclán.
- Hercules y establo de Augias (1979), de Friedrich Dürrenmatt.
- Biederman y los incendiarios (1980), de Max Fritch.
- Entre bobos anda el juego (1981), de José Rojas Zorrilla.
- El Señor Púntila y su criado Matti (1981), de Bertolt Brecht.
- Divinas palabras (1982), de Ramón María del Valle-Inclán.
- Federico, una historia distinta (1982), de Lorenzo Piriz-Carbonell.
- Macbeth (1983), de William Shakespeare.
- A secreto agravio, secreta venganza, (1983), de Calderón de la Barca.
- El Madrid castizo (1981-1983), de Carlos Arniches.
- Vivir para siempre, vivir, (1984), de Lorenzo Piriz-Carbonell.
- Entreacto (1984), de Lorenzo Piriz-Carbonell.
- Secretos de familia (1985), de Lorenzo Piriz-Carbonell. Premio de interpretación.
- Elektra y Agamenón (1985), de Eurípides.
- Las hermanas imperio vuelven a cantar (1986), de Lorenzo Piriz-Carbonell.
- Vade Retro (1986), de Fermín Cabal. Premio de interpretación.
- Medea (1986), de Eurípides.
- Violines y trompetas (1987), de Santiago Moncada.
- Suripanto (1987), de Lorenzo Piriz-Carbonell.
- Baal (1991), de Bertolt Brecht.
- Colón (1991), de Lorenzo Piriz-Carbonell.
- Salzillo (2000), de Lorenzo Piriz-Carbonell.[7]
- Autos de la pasión (1989-2006), sobre la dramaturgia de Lorenzo Piriz-Carbonell.
- Cuentos de Navidad (1991-2006), de varios autores.[8][9][10]
- Don Juan Tenorio (1989-2007), de José Zorrilla.
- Don Juan Tenorio (2012), de José Zorrilla. Compañía Cecilio Pineda, con motivo del 150 aniversario del teatro Romea de Murcia.
- Una noche con los Quintero (2001-2008), de Serafín y Joaquín Álvarez Quintero.
- Vade Retro (2008), de Fermín Cabal.[11]

### Espectáculos musicales
- Revista musical y variedades (desde 1980).
- Recitales con Ángel Valdegrama  (desde 1991).[12][13]
- Presentador espectáculo de transformismo en music-restaurant Max Archivado el 22 de junio de 2009 en Wayback Machine. actualmente.[14]
- Opera Carmen como Lillas Pastia (2010).[15]

### Televisión
- Presentador del programa Costa Cálida de TVE (1989).
- Colaborador en televisión muciana TVM (2005).
- Jurado de copla en el programa Así es la vida con Irma Soriano en la 7 televisión autonómica (2008).

### Cine
- Cortometraje Sentir (2007) de Salud Monreal Archivado el 23 de diciembre de 2018 en Wayback Machine..[16]

### Radio
- Director y locutor del programa La Gramola de Onda Regional de Murcia desde 2007 hasta 2013.[17]
- Director y locutor de El Programa de Juan Bastida de Cadena Radio desde 2013.
- Locutor de "La Gramola de Juan Bastida" de Metrópolis FM  desde 2014.